# 洪儀線
洪儀線（朝鲜语：／ Hongŭi sŏn */?）是朝鮮民主主義人民共和國罗先特别市的一條鐵道線路，起点为洪儀站，经过赤池站到达终点豆满江站。本线亦与俄罗斯西伯利亚铁路远东段接轨。

## 路线概况
- 距离：9.5km
- 车站数：2
- 轨距：1520mm及1435mm[1][2]
- 电气化区间：直流3kV
- 复线区间：无